# Dick Heckstall-Smith
Dick Heckstall-Smith (* jako Richard Malden Heckstall-Smith; 16. září 1934, Ludlow, Shropshire, Anglie – 17. prosince 2004, Hampstead, Londýn, Anglie) byl britský saxofonista. Spolupracoval například se skupinami John Mayall & the Bluesbreakers a The Graham Bond Organisation.